# 아이촌 (효고현)
아이촌(藍村)은 효고현 아리마군에 설치되었던 촌이다. 현재의 산다시에 해당한다.

## 역사
- 1889년 4월 1일 - 정촌제 시행에 수반해 아리마군 아이촌이 성립하였다.
- 1956년 3월 31일 - 혼조촌과 합병해 아이노정이 되어 소멸하였다.